# Coccidula
Genre
Coccidula est un genre d'insectes coléoptères de la famille des coccinelles.
Leur corps est plus allongé que celui de la plupart des genres de coccinelles.

## Liste des espèces
Selon BioLib (1er mai 2024) :
- Coccidula lepida LeConte, 1852
- Coccidula litophiloides Reitter, 1890
- Coccidula reitteri Dodge, 1938
- Coccidula rufa (Herbst, 1783)
- Coccidula scutellata (Herbst, 1783)